# Stupid White Men
Stupid White Men è il terzo libro di Michael Moore, pubblicato in Italia nel 2003 da Arnoldo Mondadori Editore.

## Tematiche

### L'elezione di George Bush
In quest'opera, Michael Moore affronta molti temi scomodi per l'America di oggi, compreso il mistero mai risolto delle elezioni politiche del 2000 negli Stati Uniti: egli afferma infatti, basandosi su un'esauriente bibliografia riportata alla fine del libro, che l'elezione a presidente di George W. Bush sia stata abilmente pilotata da una serie di manovre poco chiare operate da amici e parenti del presidente stesso, che comprendevano ad esempio:
- il varo di norme antidemocratiche da parte di Katherine Harris, segretario di Stato della Florida, atte ad escludere dalla possibilità di votare gran parte degli elettori delle classi più povere, con il benestare dello stesso governatore della Florida Jeb Bush, fratello di George W.
- l'utilizzo di un nuovo tipo di schede elettorali che aumentava la difficoltà di riuscire ad esprimere il proprio voto con chiarezza
- l'erogazione nei notiziari della Fox News (a cura di John Ellis, responsabile dei servizi della Fox sulle elezioni e cugino di primo grado di George W. e Jeb Bush) di false notizie atte a far credere al Paese che i repubblicani avessero vinto le elezioni, quando in realtà (sempre secondo Moore) il riconteggio delle schede stava dando come vincitore il democratico Al Gore.
- il mancato rispetto dei criteri per la votazione dei militari all'estero, il che avrebbe portato a considerare valide alcune schede arrivate dopo il termine massimo di consegna o dalla provenienza incerta.

## Edizioni
- Michael Moore, Stupid White Men, traduzione di Edoardo Brugnatelli e Matteo Colombo, 12 ed., collana Piccola biblioteca Oscar Mondadori, Arnoldo Mondadori Editore, 2003,  pp. 311, cap. 11, ISBN 88-04-53907-0.